# Grod

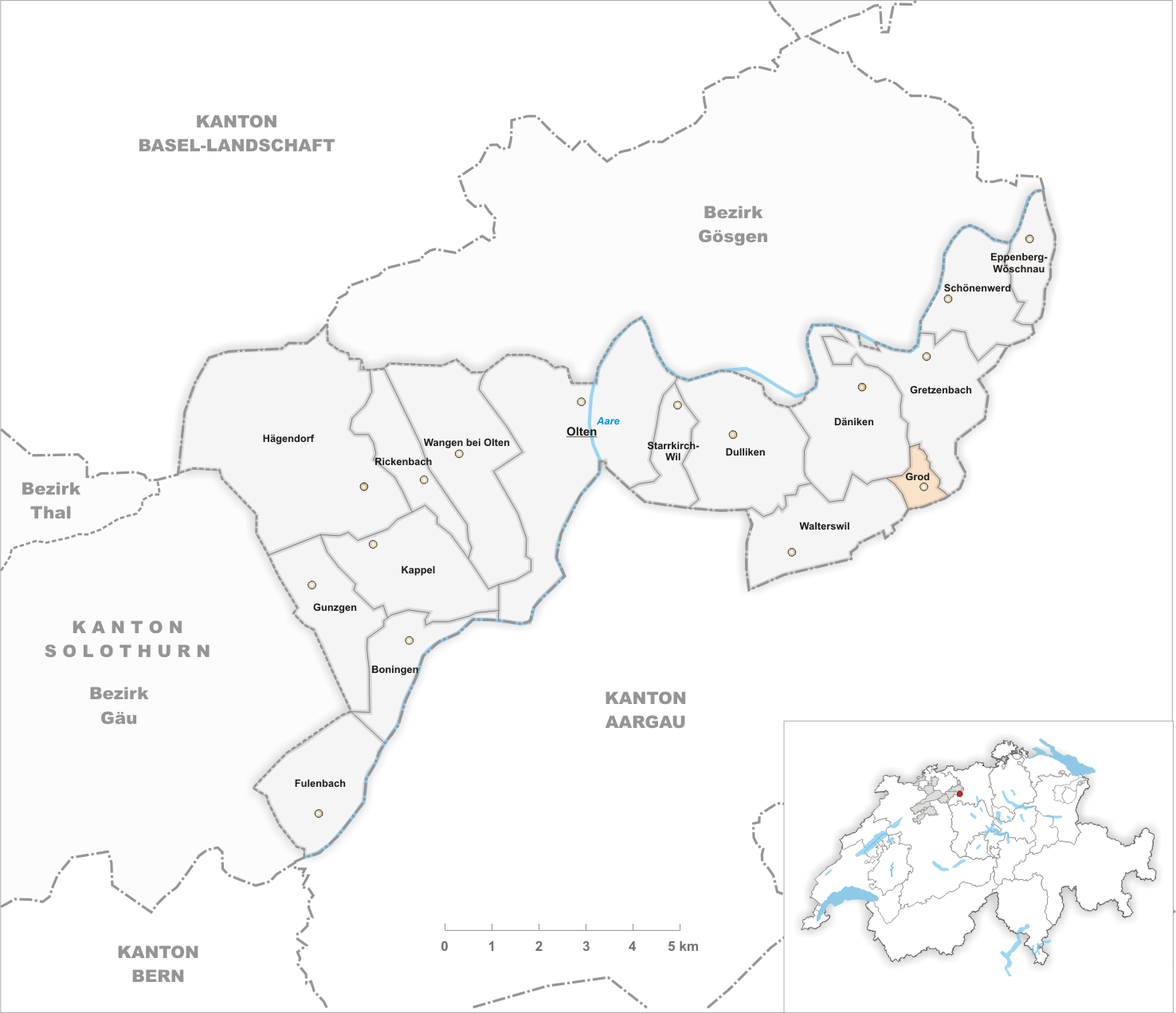
Gemeindestand vor der Fusion am 1. Januar 1973

Grod ist ein Ort in der Einwohnergemeinde Gretzenbach im Schweizer Kanton Solothurn.

## Geschichte
Die erste urkundliche Erwähnung von Grod datiert aus dem Jahre 1294 als im Grode, 1336 folgte im Gerode. Der Weiler war im frühen Mittelalter ein Steckhof des Stiftes St. Leodegar in Schönenwerd. Ab dem Ende der Helvetischen Republik bis zur Fusion mit Gretzenbach 1973 war Grod eine selbständige Gemeinde.